# Navigationsskolan i Stockholm

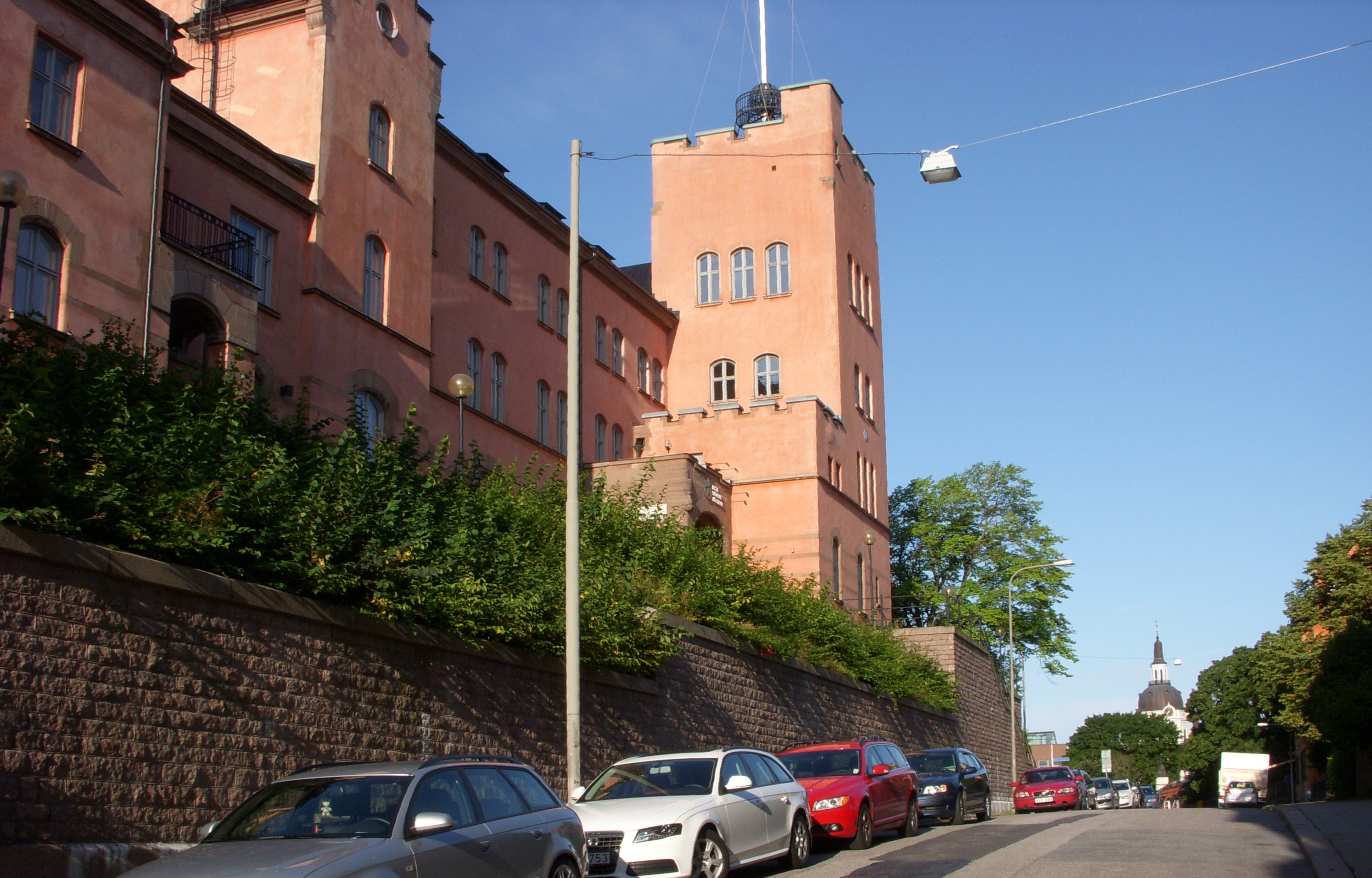
Navigationsskolans byggnad

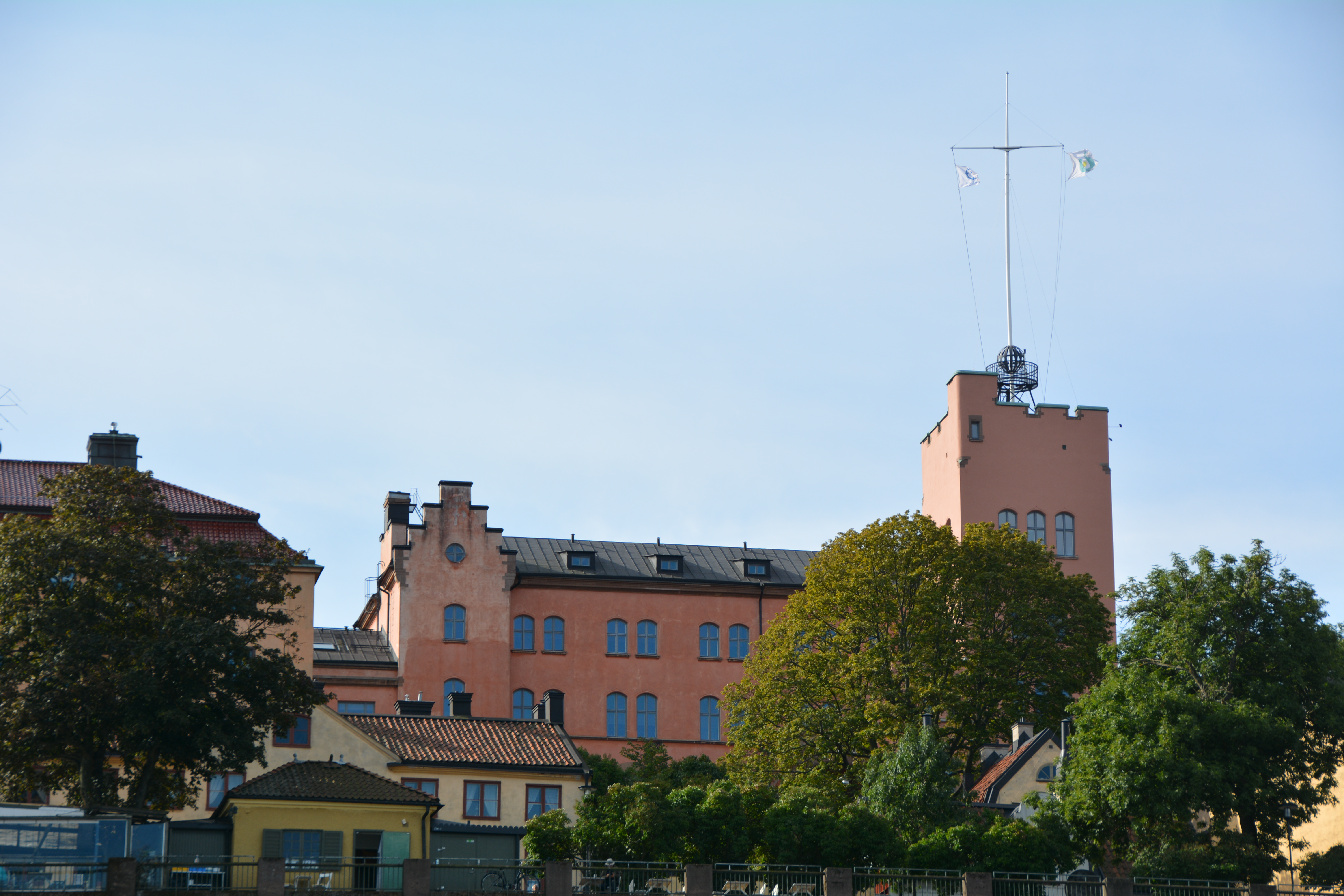
Navigationsskolans byggnad sedd från Saltsjön

Navigationsskolan i Stockholm uppfördes 1907 vid Stigbergsgatan 30 på Stigberget på Södermalm. Tidigare fanns utbildning för sjöbefäl vid Högbergsgatan och Mosebacke torg. Skolan bytte namn till Sjöbefälsskolan 1951 och lades ner 1982. Numera finns Marie Cederschiöld högskola i byggnaden. Byggnaden grönmärktes av Stadsmuseet i Stockholm vilket innebär att det kulturhistoriska värdet anses vara särskilt hög från historisk, kulturhistorisk, miljömässig eller konstnärlig synpunkt.

## Historik
Den 13 februari 1841 beslöts att navigationsskolor skulle inrättas i Stockholm, Göteborg, Malmö, Gävle och Kalmar. År 1842 startade utbildningen vid Navigationsskolan i Stockholm. Lokalerna låg då vid Högbergsgatan på Södermalm. År 1844 flyttade man till den nya skolbyggnaden, ritad av Carl-Gustaf Blom-Carlsson, vid Mosebacke torg 5 där man blev kvar till 1907 då huset på Stigberget stod färdigt.
År 1951 byttes namnet till Sjöbefälsskolan. Sjöbefälsskolan i Stockholm uppgick 1980 i det statliga högskolesystemet, liksom alla särskilda sjöbefälsskolor i Sverige. De sista eleverna avlade sin examen 1982. Sjöbefälsutbildning sker idag vid Chalmers tekniska högskola i Göteborg och vid Sjöfartshögskolan i Kalmar.

## Skolan på Stigberget

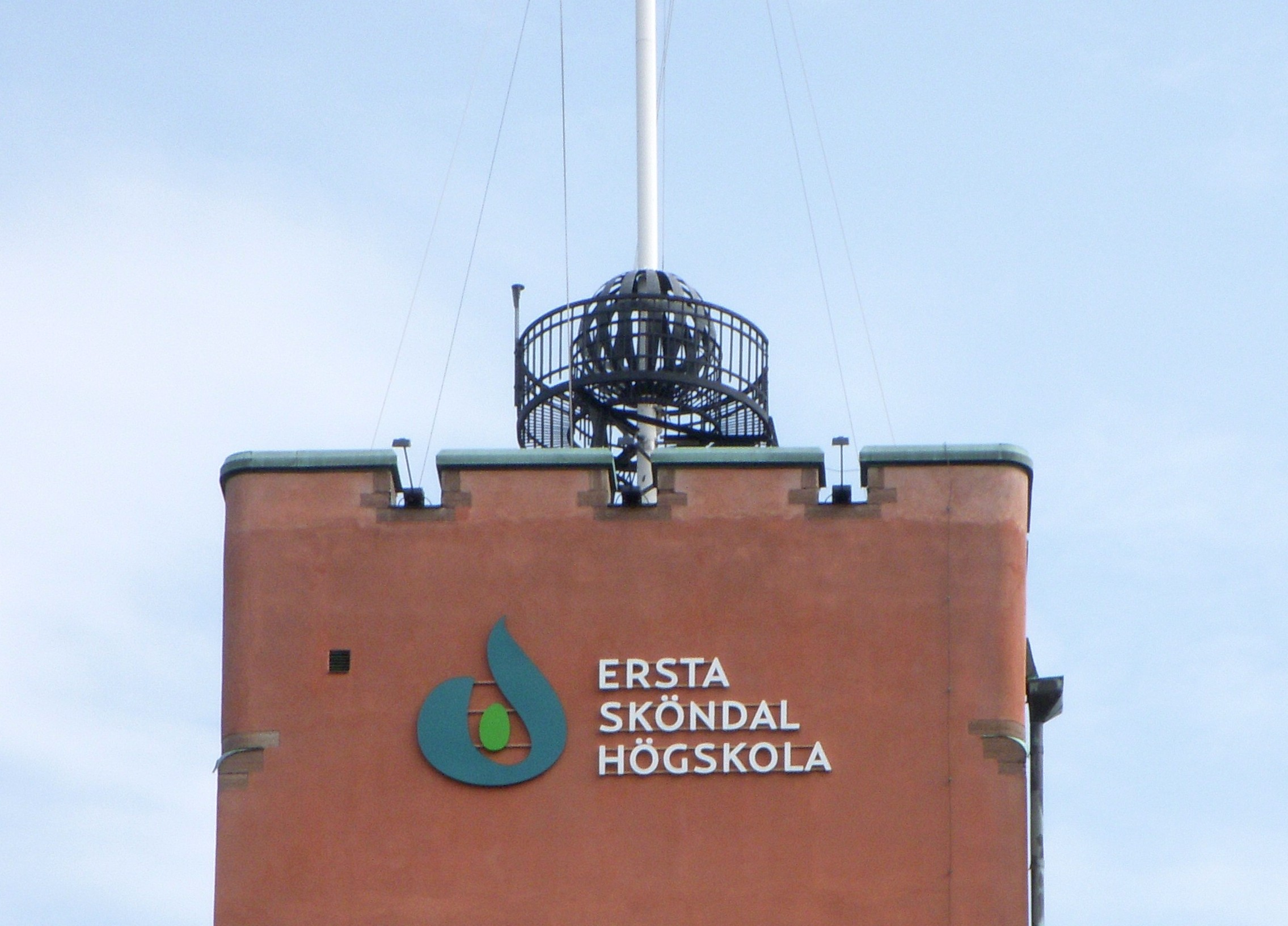
Tidkulan på signalmasten.

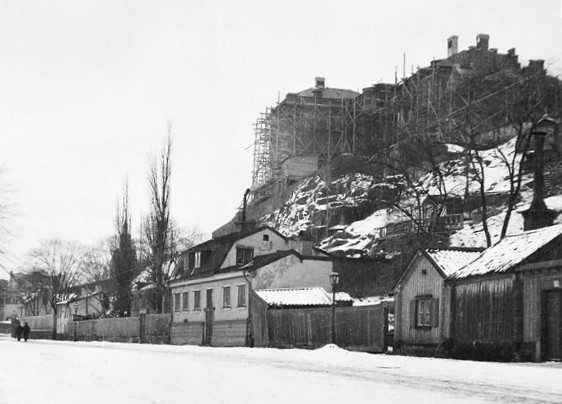
Navigationsskolan byggs 1905.

Navigationsskolan byggdes där en gång gamla Södermalms galgberg låg, efter ritningar av arkitekten Georg Ringström vid stadsbyggnadskontoret i en tung institutionsarkitektur med trappgavlar, krenelerade murar och ett signaltorn. Fasaderna är avfärgade i rödbrun kulör och har kalkstensband utmed bottenvåningen. Genom sitt geografiska höga läge på Stigberget kunde skolbyggnaden ses från Stockholms inlopp. Byggkostnaden uppgick till 379 800 kr, vilket anslogs av staden.
Bottenvåningen rymde lokaler för portvakt, vaktmästare, maskinist, extra klassrum, modellrum, direktionsrum och expeditionsrum. På andra våningen låg två styrmans- och två kaptensklassrum, modellrim och rum för lärare. Den översta våningen låg rum för maskinistklasser, en större ritsal samt modell- och biblioteks rum. I den östra tillbyggnaden fanns bostäder, medan den västra inrymde ett observatorium.
På det 25 meter höga tornet finns en signalmast med en så kallad tidkula. Det är en mekanisk anordning som anger rätt tid för fartygen i hamnen. Kulan är en klotformad korg tillverkad av bandplåt som  hissas i topp och faller efter fem minuter ner. Då är klockan exakt 12:00 GMT och kronometern ombord kunde rättas efter det. Tidkulan slutade användas 1936 men är nu åter i drift.